# Обожжённые крылья (фильм)
«Обожжённые крылья» (1915) — художественный немой фильм режиссёра Евгения Бауэра. Фильм вышел на экраны 27 октября 1915 года. Фильм не сохранился.

## Сюжет
Сюжет заимствован из романа Юрия Слёзкина «Ольга Орг». Роман в то время вызвал огромный интерес, особенно среди молодёжи. Ханжонков тут же приобрёл права на его экранизацию, и Евгений Бауэр поставил фильм «Обожжённые крылья» о губительном влиянии богемы на молодёжь. Юная героиня (в фильме её зовут не Ольга, а Таня) разочарована царящими в обществе нравами и устала от жизни в её начале.
Юная Таня видит на вокзале незнакомца, и его образ западает ей в душу. Однако он уезжает. Потом Таня увлекается другом своего брата Мстиславским и отдаётся ему. Таню любит гимназист Серёжа, и он делится чувствами с Мстиславским. Тот говорит, что готов поделиться с ним и вызывает Таню. Таня убегает.
Умирает мать Тани. Через некоторое время у отца к негодованию Тани появляется новая экономка, которая чувствует себя хозяйкой в доме. Таня решает уехать в Москву. Она ищет работу, но всюду наталкивается на непристойные предложения. По тайной рекомендации Мстиславского Таня получает приглашение от князя, который увлекается ею.  
Таня по-прежнему носит в душе образ незнакомца, который оказывается художником и другом писателя Желтухина. Желтухин с другом приходят к Тане, но та к этому моменту уже является любовницей князя. 
Таня чувствует себя погрязшей в пороке и недостойной чистой любви. Она кончает жизнь самоубийством. 
Фильм показывает отрицательные стороны жизни молодёжи середины 1910-х годов, отсутствие у молодых людей идеалов, царящие в их среде пьянство, разврат. Героиня фильма видит себя во сне запутавшейся в паутине. В фильме присутствуют сцены попыток изнасилования и самоубийств.

## В ролях
| Актёр                 | Роль                        |
| --------------------- | --------------------------- |
| Сергей Рассатов       | Стравчинский, чиновник      |
| Бронислава Рутковская | его жена                    |
| Вера Каралли          | Таня, их дочь               |
| Николай Маргаритов    | Валентин, её брат           |
| Осип Рунич            | Юзеф Мстиславский, его друг |
| Витольд Полонский     | Лавринский, художник        |
| Константин Каренин    | князь Батальский            |
| Лидия Триденская      | Клеопатра Ивановна          |
| Арсений Бибиков       | Желтухин, писатель          |
| Георгий Азагаров      | тангист                     |
| Виталий Брянский      | Серёжа, гимназист           |

## Съёмочная группа
- Режиссёр: Евгений Бауэр
- Оператор: Борис Завелев
- Продюсер: Александр Ханжонков

## Критика
Рецензент журнала «Проектор» («Проэктор») упрекал авторов фильма в избытке изображения дурных сторон жизни молодёжи: «ушат грязи, лавина насилия, сводничества, разврата и пьянства сваливается на голову ошеломлённого зрителя». В то же время он констатировал, что «технически лента выполнена очень хорошо».
Критик Валентин Туркин в журнале «Пегас» написал, что «картина вышла интересной» и «правдивость жеста и красота формы сгладили в значительной степени черты самой обыкновенной мелодрамы».
Журнал «Экран России» (1916, № 1) указал, что «эта постановка оставляет чудесное, светлое впечатление» и что «подкупил гражданский мотив, которому приносятся в угоду прихотливые извивы человеческой психологии…».